# Glasinačka kultura
Glasinačka kultura je najizrazitija grupa starijeg metalnog doba na Balkanu. Rasprostirala se u istočnoj Bosni i Hercegovini, jugozapadnoj Srbiji, sjevernim dijelovima Crne Gore, a značajno je utjecala na susjedne oblasti. Mati-kultura u sjevernoj i srednjoj Albaniji zapravo je južni ogranak glasinačke kulture, a cetinska kultura iz Hrvatske je njen zapadni ogranak. Naziv je dobila po visoravni Glasinac kod Sokolca, istočno od Sarajeva. Osnovne karakteristike ove kulture su tumuli, gupirani oko gradina s ostacima suhozida, čineći nekropole. Najstariji pripadaju ranobrončanom razdoblju, no, jer su najbrojniji i najbogatiji, tumuli iz halštatskog razdoblja se smatraju pravom glasinačkom kulturnom kulturom.
Smatra se da su nosioci glasinačke željezne kulture bili Iliri, te da se čitav kulturni kompleks može vezati za Autarijate.

## Arheološka istraživanja i datiranje
Glasinac je arheološko nalazište poznato od konca 19. stoljeća. Prva iskopavanja tumula obavio je 1880. godine austro-ugarski poručnik Johannes Leksa kada je i pronašao čuvena Glasinačka kolica (1055 gr.) - kadionicu, koja su i danas u Prirodnopovijesnom muzeju u Beču.
Sustava istraživanja su provedena od 1886. – 91. godine na Glasinačkom polju, a kasnije je prošireno da Prače i Drine, pa je arheološki pojam Glasinac (glasinačko područje) znatno širi od geografskog. Evidentirano je oko 50 prapovijesnih gradina i više od 1200 tumula (grobnih humaka), koncentriranih u grupe i nekropole, od kojih su najvažniji: Taline, Laze, Kusače, Ćavarine, Potpećine, Čitluk, Maravići, Planje, Brezje, Ilijak, Rusanovići, Gosinja, Osovo, Brankovići, Sjeversko. Pretežit dio tumula je istražen, a od gradina iskapane su Kusače, Košutica, Kadića brdo, Ilijak, Loznik i neke druge. Istraživanja su vodili: Ćiro Truhelka, Р. Stratimirović, V. Ćurčić i najviše F. Fiala, a u novije vrijeme Borivoj Čović i Branko Govedarica. Kronologiju glasinačkih nalazišta izradili su A. Benac i B. Čović:
- Glasinac I. - rano brončano razdoblje ili pred ilirski period (1800. – 1500.  pr. Kr.)
- Glasinac II. - srednje brončano razdoblje ili proto ilirski period (1450. – 1300. pr. Kr.)
- Glasinac III. - pozno brončano razdoblje ili rano ilirski period (1300. – 800. pr. Kr.)
- Glasinac IV. - halštatsko razdoblje (800. – 500. pr. Kr.)
- Glasinac V. - latensko razdoblje (500. – 200. pr. Kr.)

## Brončana glasinačka kultura
Najstarije naseljavanje na Glasincu pada u eneolitsko doba. Sljedeće razdoblje je rano brončano doba (Glasinac I.); stanovništvo su nomadski stočari, heterogenog porijekla, prilično malobrojni. Ovo razdoblje obilježavaju malobrojna gradinska naselja (Gradac, Gradina), a javljaju se i humci s inhumiranim pokojnicima. Od pokretnog materijala karakteritični su: keramika, brončani bodeži, kamene bojne sekire. Primjetan je utjecaj cetinske kulture iz Hrvatske i kulture Belotić Bela Crkva iz Srbije.
Naseljenost je rijetka i u srednje brončanom razdoblju (Glasinac II.) iz kojega imamo nalaz dvadesetak tumula uglavnom sa skeletnim ostacima, prilozi su brončani ukrasni predmeti, igle, privjesci i grivne s motivom ribljeg mjehura. U grobovima ranog i srednjeg brončanog doba količina metalnih predmeta je vrlo skromna, a radi se pretežito o importu iz podunavsko-karpatskih oblasti.
Sljedeće, kasno brončano razdoblje (Glasinac III.), se izdvaja kao zasebna kultura. Naseljava se više gradina i broj stanovnika raste. Sahranjivanje je pod humcima (najčešće je skeletno), a od priloga se javljaju brončani ukrasni predmeti, violinaste fibule, igle s topuzastom glavom, dok je keramika rijetka. U kasnom brončanom dobu jača lokalna proizvodnja, oprema grobova je bogatija, a nalaze se i specifični domaći oblici (brončane ogrlice i toke ukrašene graviranim geometrijskim ornamentom, fibule lokalnog tipa). Oko 900. pr. Kr. pojavljuje se prvi put i nakit od željeza, a poslije 800. pr. Kr. i željezno oružje.

## Glasinačka kultura željeznog doba
Najveći procvat se događa u željeznom dobu (Glasinac IV. i Glasinac V.) iz kojega potiče većina gradina i grobova. Naselja (gradine) su smještena na vrhovima brda i sličnim mjestima, pogodnim za odbranu, a štićena su i kamenim bedemima. Tumuli su pretežno koncentrirani oko gradina u nekropole ili manja groblja, ali ih ima i daleko od naseobina. Podizani su od zemlje, zemlje i kamena, a najčešće od samog kamena. Dimenzije su im različite: prosječno su promjera od 8 do 10 m, a za razliku od srednje Europe gde su karakteristični ravni grobovi, ovi su visoki oko 1 m, ali ima i većih. U nekima je nađen samo po jedan grob, većinom ih ima više, a nisu rijetki veći tumuli koji su služili kao obiteljska ili rodovska groblja s po 2000 pokojnika, pa i više. 
Od sredine 6. stoljeća pr. Kr. spaljivanje pokojnika postaje češće, a u 5. stoljeću čak i prevladava (više od 60%). Prilozi u grobovima su različ iti, ovisno od razdoblja, ali i od spola i društvenog statusa preminule osobe. Grobovi željeznog doba sadrže raznovrstan nakit od bronce, jantara, stakla, željeza, izuzetno od srebra i zlata, ali i željezno oružje (koplja, mačeve, bojne sjekire, noževe), a u manjem broju i keramičke posude. U kneževskim grobovima su također pronađeni i razni oblici oružja (dvojsekli mačevi glasinačkog tipa, bojne sekire, koplja, jednosjekli krivi mačevi, knemide – štitovi za potkoljenice, šljemovi grčko ilirskog tipa, kamena žezla s brončanim drškama), a od keramičkih predmeta otkrivene su šolje, pehari (s jednom ili dvije drške) i zdjele.
U to doba javlja se nomadsko stočarstvo, pasivna trgovina, razvijena obrada metala, a pretpostavlja se da gospodarstvo čine i ratni pohodi. Izrazito je i društveno raslojavanje: izdvaja se sloj rodovske aristokracije - tzv. kneževski grobovi (Ilijak, Brezje, Osovo, Arareva gromila) su bogato opremljeni nakitom, oružjem, konjskom opremom, uvoznim brončanim posuđem. Tijekom željeznog doba lokalne radionice razvijaju snažnu proizvodnju oružja i raznog nakita karakterističnih glasinačkih oblika (jednopetljaste i dvopetljaste fibule, naočaraste fibule, okrugle pjasne ploče, čunjaste fibule, narukvice od brončanog lima ukrašene iskucanim ornamentom, pojasne kopče, privjesci i igle), a manji dio potreba podmiruje se uvozom (italsko i grčko brončano posuđe i keramika). Neki karakteristični glasinački oblici dospjeli su trgovinom i u susjedne krajeve Balkana i Podunavlja, a nalaze se i u nekim starim grčkim svetilištima (Delfi, Olimpija i dr).

## Poveznice
- Halštatska kultura
- Latenska kultura
- Autarijati

## Vanjske poveznice
- Borivoj Čović, Praistorija jugoslovenskih zemalja V - Željezno doba, Glasinačka kultura, 1986.  Arhivirana inačica izvorne stranice od 27. veljače 2014. (Wayback Machine) Na Scribd.com (srpski)
- Slavica Arsenijević, Pokušaj sinteze nalaza gvozdenodobnih astragaloidnih pojaseva (pdf)
- Kneževski grobovi u Glasincu[neaktivna poveznica]